# Stapenhill
Stapenhill – osada i civil parish w Anglii, w Staffordshire, w dystrykcie East Staffordshire. W 2011 civil parish liczyła 7977 mieszkańców.